# Olinda
Olinda este un oraș în statul Pernambuco din nord-estul Braziliei, pe litoralul Oceanului Atlantic. Are 380 mii de locuitori și este unul din cele mai importante centre turistice din Brazilia. Centrul istoric al Olindei, construit în stilul barocului brazilian (multiple edificii din sec. XVII și XVIII), a fost declarat de UNESCO monument de valoare mondială. 